# Gingen an der Fils
Gingen an der Fils è un comune tedesco di 4 412 abitanti, situato nel land del Baden-Württemberg.